# Army of Thieves
Army of Thieves is een Amerikaans-Duitse kraakfilm uit 2021, geregisseerd door Matthias Schweighöfer naar een scenario van Shay Hatten, gebaseerd op een verhaal dat hij schreef met Zack Snyder. De film is een prequel van Army of the Dead uit 2021 en de tweede film in de Army of the Dead-franchise. De hoofdrollen worden vertolkt door Nathalie Emmanuel, Ruby O. Fee, Stuart Martin, Guz Khan, Jonathan Cohen en Schweighöfer, die zijn rol als Ludwig Dieter herneemt.

## Verhaal
Army of Thieves speelt zich af voor de gebeurtenissen van Army of the Dead, tijdens de beginfase van de zombie-uitbraak. Ludwig Dieter (pseudoniem van Sebastian Schlencht-Wöhnert)  bevindt zich in de begindagen van het kraken van kluizen. Hij wordt ingehuurd door een mysterieuze vrouw om een overval te plegen met de hulp van de meest gezochte criminelen op de lijst van Interpol, buitenbeentje van ambitieuze dieven.

## Rolverdeling
| Acteur                | Personage                                   |
| --------------------- | ------------------------------------------- |
| Matthias Schweighöfer | Ludwig Dieter (Sebastian Schlencht-Wöhnert) |
| Nathalie Emmanuel     | Gwendoline Starr                            |
| Ruby O. Fee           | Korina Dominguez                            |
| Stuart Martin         | Brad Cage (Alexis Broschini)                |
| Guz Khan              | Rolph                                       |
| Jonathan Cohen        | Delacroix                                   |
| Noémie Nakai          | Beatrix                                     |
| Barbara Meier         | Lucy                                        |

## Release
De film werd op 29 oktober 2021 uitgebracht door Netflix.

## Muziek
De originele filmmuziek werd gecomponeerd door Hans Zimmer en Steve Mazzaro. De gelijknamige soundtrack werd op 12 november 2021 uitgebracht door Milan Records.

## Ontvangst
Op Rotten Tomatoes heeft Army of Thieves een waarde van 71% en een gemiddelde score van 6,10/10, gebaseerd op 52 recensies. Op Metacritic heeft de film een gemiddelde score van 48/100, gebaseerd op 21 recensies.